# یورگن تویرکاوف
یورگن تویرکاوف (آلمانی: Jürgen Theuerkauff) (زادهٔ ۸ سپتامبر ۱۹۳۴ – درگذشتهٔ ۵ سپتامبر ۲۰۲۲) شمشیرباز اهل آلمان بود.
وی در مسابقات کشوری و بین‌المللی در مجموع برندهٔ ۱ مدال برنز شده‌است.